# Graziano Mancinelli

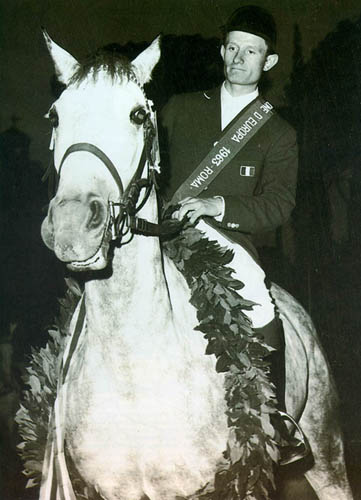
Graziano Mancinelli und Rockette bei der Europameisterschaft 1964

Graziano Mancinelli (* 18. Februar 1937 in Mailand; † 8. Oktober 1992 in Brescia) war ein italienischer Springreiter.
Er feierte in den 1960er und 1970er Jahren große Erfolge bei Olympischen Spielen, Welt- und
Europameisterschaften.
Sein größter Einzelerfolg war der Gewinn der Goldmedaille bei den Olympischen Spielen 1972
in München.

## Erfolge
- Olympische Spiele
  - 1964 in Tokio: Bronzemedaille Mannschaft auf Rockette
  - 1972 in München: Bronzemedaille Mannschaft, Goldmedaille Einzel auf Ambassador
- Weltmeisterschaften:
  - 1970 in La Baule: Silbermedaille Einzel auf Fidux
- Europameisterschaften:
  - 1963 in Rom: Goldmedaille Einzel auf Rockette